# Tribunal Regional Eleitoral da Bahia

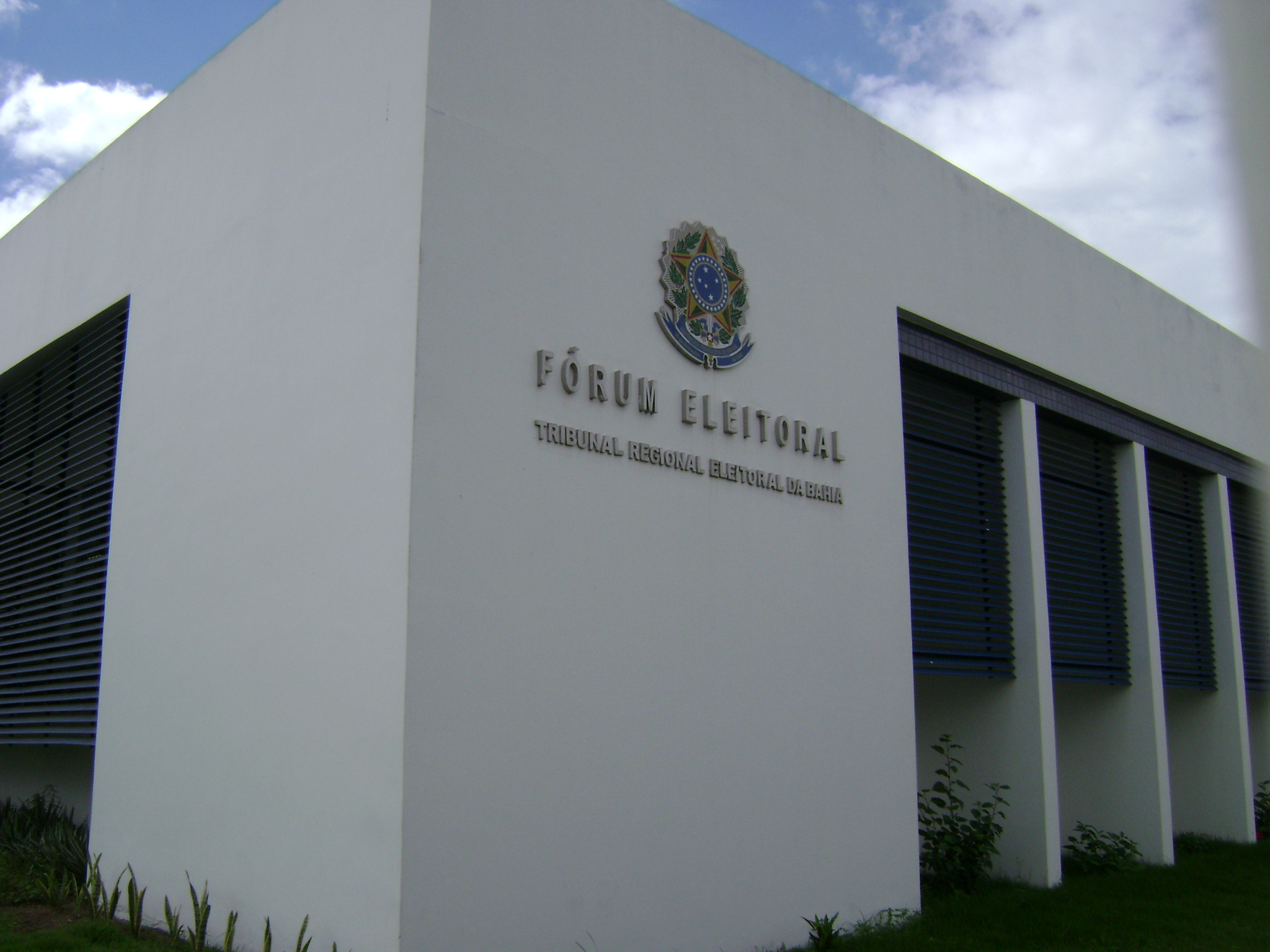
Fórum Eleitoral do TRE-BA, em Feira de Santana.

O Tribunal Regional Eleitoral da Bahia (TRE-BA) é a segunda instância do poder judiciário, em sua competência eleitoral, no estado brasileiro da Bahia.

## Histórico
Foi instalado em 1932, sob presidência de Ezequiel Pondé, sendo extinto em 1937. Sua reinstalação se deu em 1945, quando da gestão de Manoel de Andrade Teixeira. Sua primeira sede própria foi inaugurada em 27 de março de 1998, quando era dirigido por Amadiz Barreto.
É presidido pelo desembargador Edmilson Jatahy Fonseca Junior, que tomou posse em 28 de Março de 2019 e sucedeu o desembargador José Edivaldo Rocha Rotondano na presidência da Corte eleitoral baiana.